# ERM II
Exchange Rate Mechanism II (ERM II) er en valutakursmekanisme, hvor der bl.a. er fastlagt udsvingsbånd for deltagende valutaer i forhold til euroens valutakurs. Den blev oprettet som afløser for ERM, da de fleste deltagerlande i denne indførte euroen som fælles valuta 1. januar 1999. ERM II fastlægger grundlaget for fastkursforholdet og dermed også kriterierne for, at ECB (Den Europæiske Centralbank) i givet fald vil gribe ind i tilfælde af et spekulativt valutaangreb.
Lande, der ønsker at blive fuldgyldige ØMU-medlemmer efter 1999, skal forinden have været medlem af ERM II i mindst to år. Pr. 2023 er Danmark og Bulgarien ERM II-medlemmer (udover euroområdet).
ERM II fastsætter for hvert land et individuelt udsvingsbånd, som angiver, hvor store udsving i forhold til en central valutakurs, fastkurssamarbejdet tolererer. Udsvingsbåndet er normalt 15 %. Danmark har dog indgået en aftale om en snævrere grænse på 2,25 %.
Oprettelsen af ERM II blev vedtaget af Det Europæiske Råd i juni 1997.

## Tidligere medlemmer
Udover Danmark har ti EU-medlemslande i tidens løb været medlem af ERM II. Heraf har de ni siden udskiftet deres egen nationale valuta med euroen.

### Medlemskab af ERM II
1. Grækenland (1999-2000)
2. Slovenien (2004-06)
3. Cypern (2005-07)
4. Malta (2005-07)
5. Slovakiet (2005-08)
6. Estland (2004-10)
7. Letland (2005-13)
8. Litauen (2004-14)
9. Bulgarien (fra 2020)[2]
10. Kroatien (2020-22)
11. Danmark

Danmark har været medlem af ERM II uafbrudt siden valutakursmekanismens oprettelse i 1999.

## Andre EU-, men ikke euromedlemmer
De fleste EU-medlemslande, der ikke har indført euroen, foretrækker at føre pengepolitik efter en selvstændig inflationsmålsætning) og lader derfor deres valutakurser flyde i forhold til euroen. Det gælder således Sverige, Ungarn, Polen og Tjekkiet. Indtil Brexit gjaldt det også Storbritannien.

## Tidligere valutasamarbejder
- ERM/EMS
- Slangesamarbejdet
- Bretton Woods
- Den Skandinaviske Møntunion